# Stamullen
Stamullen (irisch Steach Maoilín) ist eine Kleinstadt in der Republik Irland mit 3720 Einwohnern (Stand 2022); gegenüber der Volkszählung 1991 hat sich die Einwohnerzahl damit knapp verzehnfacht.

## Lage
Die Ortschaft liegt Osten der Grafschaft Meath am Ufer des Delvin River, der auch die Grenze zur Grafschaft Fingal bildet. Stamullen liegt etwa 30 Kilometer nördlich von Dublin. Bis zur Irischen See sind es drei Kilometer (nach Gormanston). 
Östlich an Stamullen vorbei führt die M1 von Dublin nach Belfast. 

## Geschichte
Erste Siedlungsreste fanden sich nahe den Ruinen der St. Patrick’s Church aus dem 13. Jahrhundert und der Christopheruskapelle (St. Christopher’s Chapel) aus dem 15. Jahrhundert. Die kleine Siedlung expandierte aber erst im 20. Jahrhundert.
1843 entstand hier Silverstream House, ein Landhaus der Preston-Familie und Inhaber des Titels Viscount Gormanston.
Im Oktober 1999 fand sich nahe Stamullen ein Trainingsareal der IRA mit Waffendepots.
Im März 2012 wurde in Silverstream House ein kleines Benediktinerkloster eingerichtet (genannt Silverstream Priory).

## Persönlichkeiten
- Patrick Curtis (1740–1832), Erzbischof von Armagh (1819–1832)

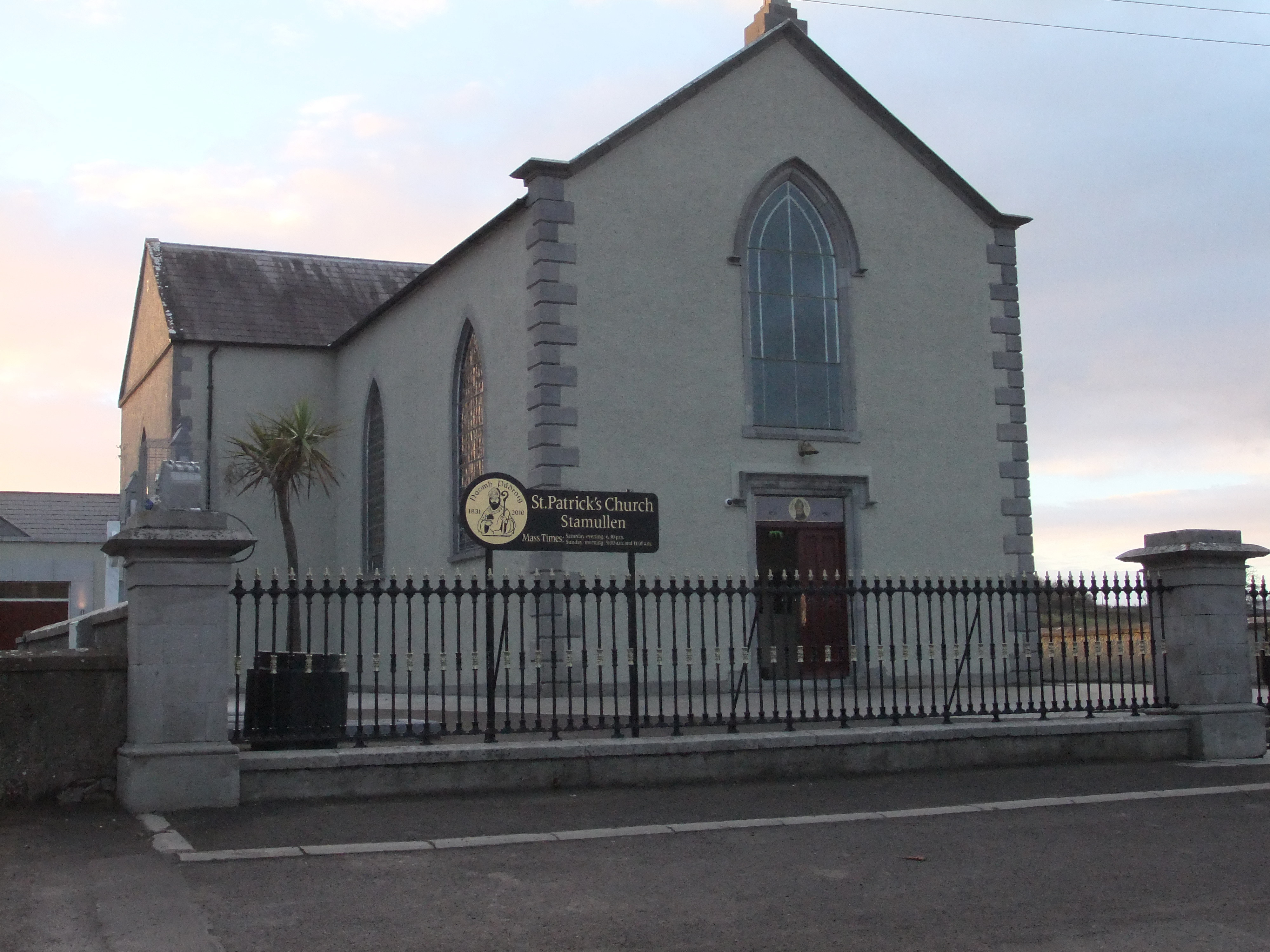
St. Patrick’s Church